# Dualdisc

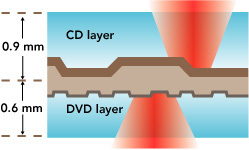
exemple

Le DualDisc, aussi appelé DVDPlus, est un support qui rassemble sur un même disque optique une face CD et une face DVD. Il est apparu dans le début de l'année 2001, et repris en France début 2004.

## Description
Cela permet sur le même support numérique, de regrouper deux médias, et donc de multiplier les usages et la compatibilité :
- D'une part un album audio sur la face CD, qui est donc lisible par n'importe quelle chaine Hi-Fi possédant un lecteur CD classique.
- D'autre part un DVD avec un contenu vidéo et/ou audio (éventuellement mixé au format 5.1 si l'artiste l'accepte, ce qui permet une écoute très intéressante de l'album) lisible sur un lecteur DVD de salon ou une chaine Hi-Fi récente lisant les DVD-Audio. Tous les éléments que l'on a l'habitude de trouver sur un DVD classique peuvent alors y figurer (vidéos, biographie, interview et autres bonus)

Certains DualDisc sont indiqués comme étant en 5.1 mais ne le sont pas dans la pratique, comme le disque Fabbricante di Canzoni de l'artiste italien Simone Cristicchi.[réf. souhaitée]